# Degelsdorf
Degelsdorf ist ein Gemeindeteil der Stadt Auerbach in der Oberpfalz im Landkreis Amberg-Sulzbach in Bayern.

## Lage
Das Dorf liegt etwa 2 km nordnordöstlich von Auerbach am Speckbach.

## Geschichte
Das Gebiet von Degelsdorf lag im Veldensteiner Forst. Wann der Ort gegründet wurde, ist nicht bekannt, aber die Stromer hatten im 13. Jahrhundert vom Bistum Bamberg die Erlaubnis erhalten, in diesem Gebiet zu roden sowie Ortschaften und Mühlen anzulegen. Deshalb gehörten anfangs alle Höfe von Degelsdorf den Stromern, die sie im Laufe der Zeit weiterverkauften. So erwarb das Kloster Michelfeld 1378 einen halben Hof zu Degelsdorf von Eberhard Stromer, die Frühmessstiftung zur Auerbacher Pfarrkirche besaß 1425 dort drei Güter, der Spitalstiftung in Auerbach gehörten nach dem Salbuch von 1560 drei Anwesen in Degelsdorf, der Pfarrer von Velden hatte noch 1560 einen Gilthof in Degelsdorf.
Im Jahr 1946 kam der Ort Zogenreuth von der gleichnamigen aufgelösten Gemeinde zur Gemeinde Degelsdorf. Durch die Gemeindegebietsreform wurde die bis dahin selbstständige Gemeinde Degelsdorf mit den Gemeindeteilen Neumühle, Pfannmühle, Reichenbach, Rohrmühle, Schleichershof, Schleifmühle, Speckmühle und Zogenreuth zum 1. Mai 1978 nach Auerbach eingegliedert.

## Persönlichkeiten
- Johann Michael Doser (1678–1756), Holzschnitzer und Bildhauer des Barock